# Kaapse suikervogel
De Kaapse suikervogel (Promerops cafer) is een zangvogel uit de familie van de Afrikaanse suikervogels (Promeropidae). De wetenschappelijke naam van de soort werd in 1758 als Merops cafer gepubliceerd door Carl Linnaeus in de tiende editie van Systema naturae. De vogel bezoekt graag de bloemen van de echte suikerbos om er zich te goed te doen aan de overvloedige nectar.

## Verspreiding en leefgebied
Deze soort is endemisch in Zuid-Afrika.

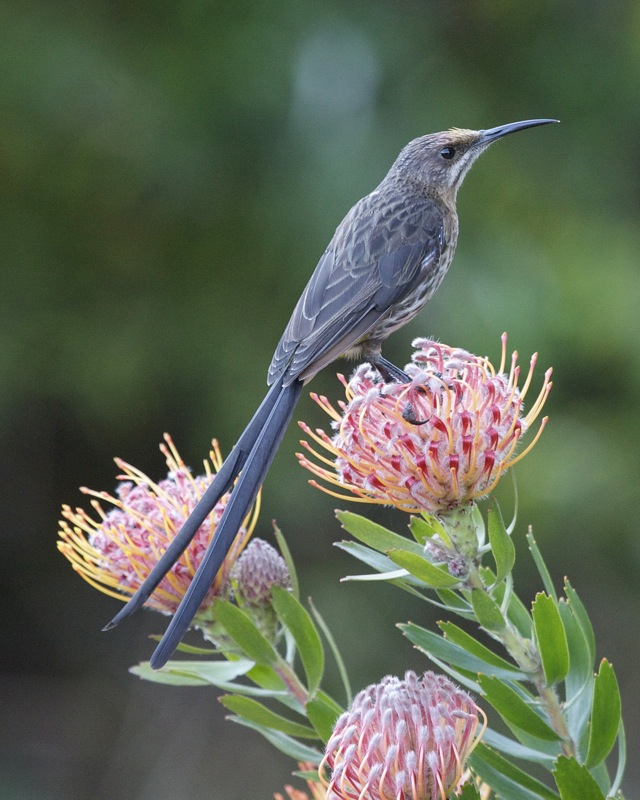
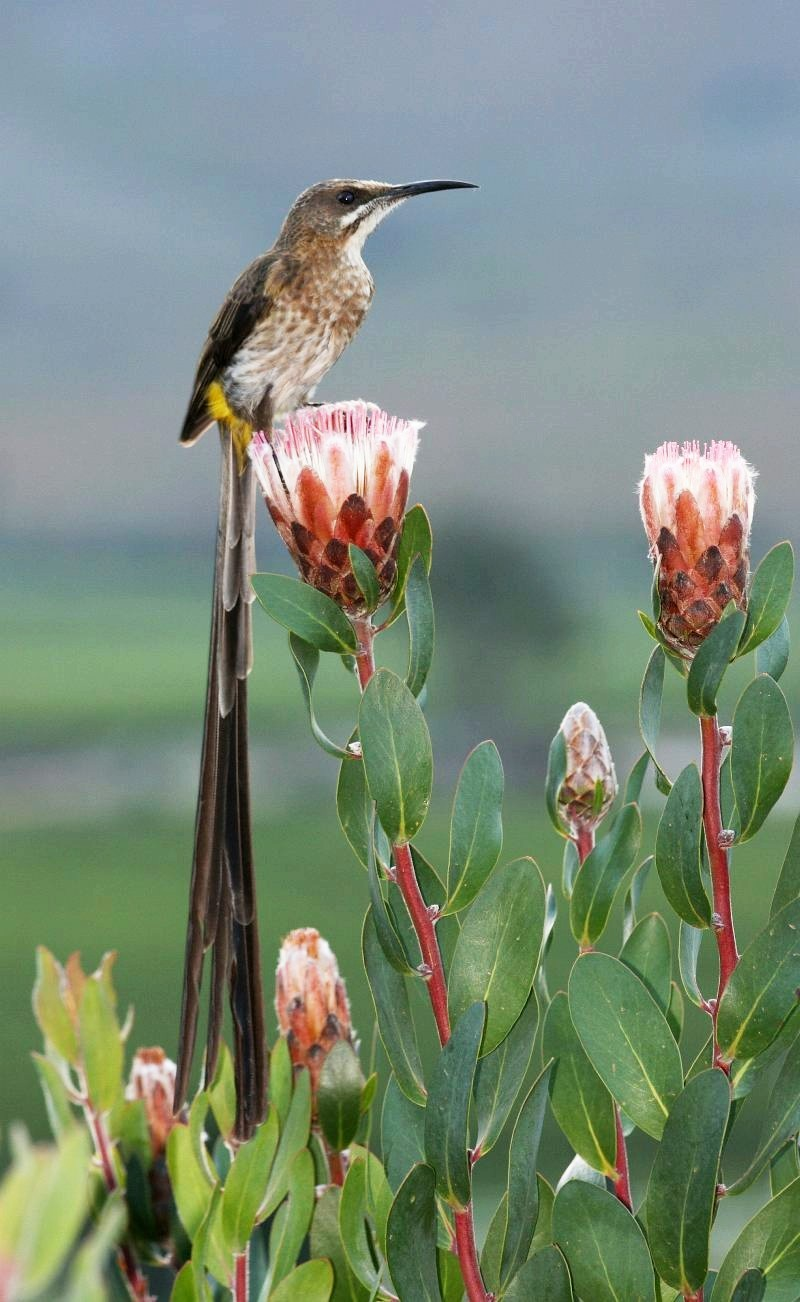
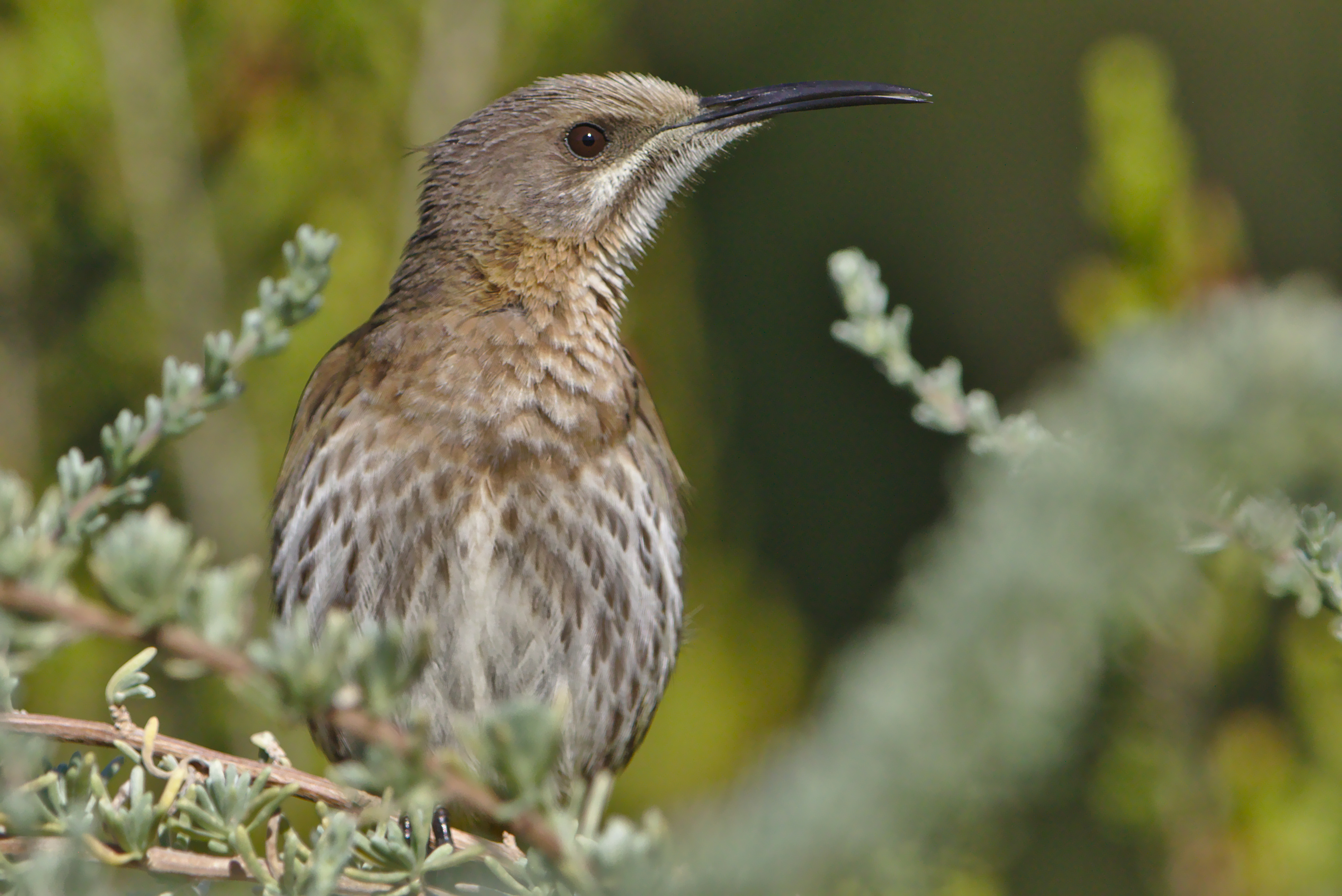
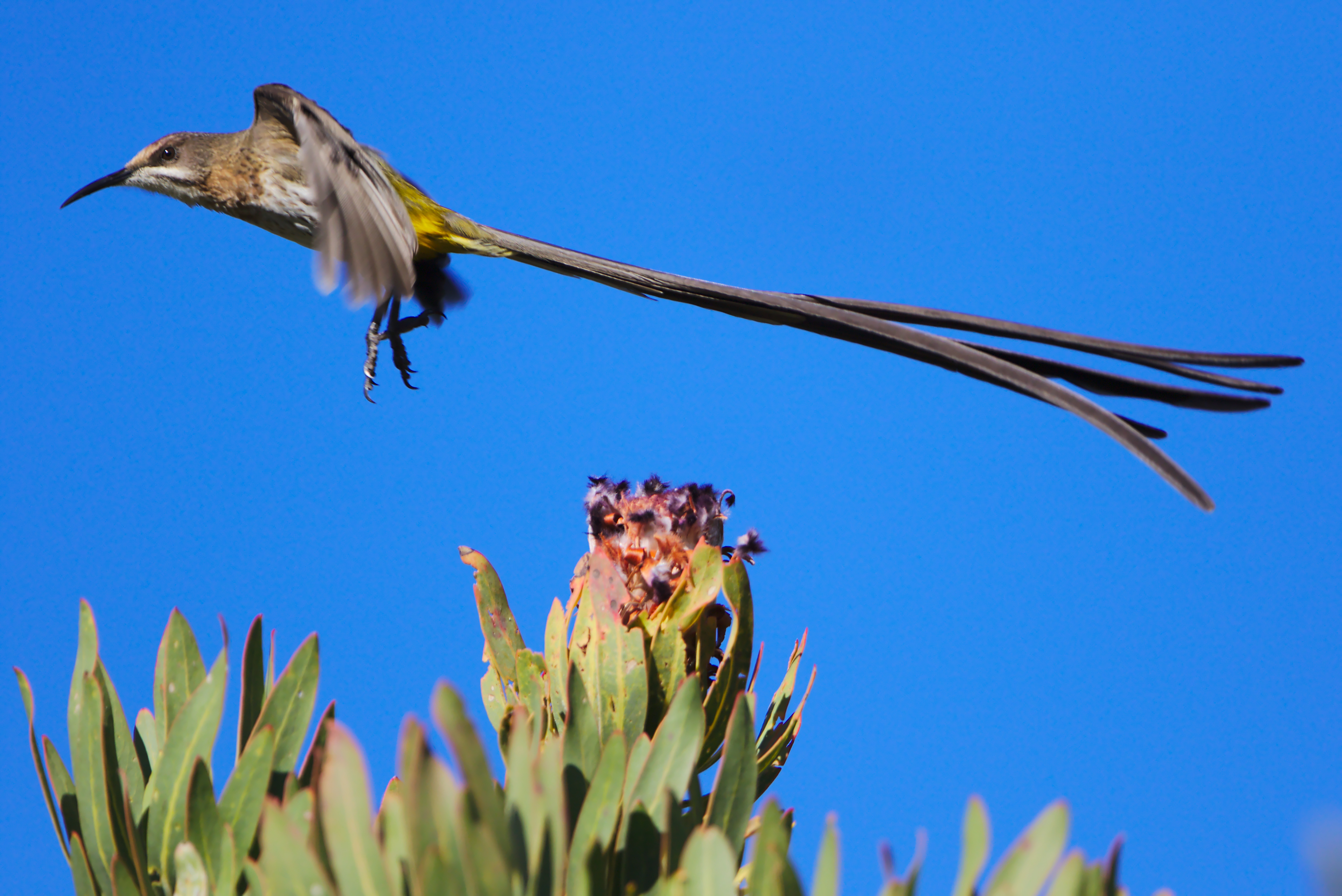